# Летучий голландец (класс гоночных яхт)
Летучий Голландец (англ. Flying Dutchman, FD) — один из наиболее быстрых 20-футовых высокоскоростных гоночных швертботов . Экипаж — два человека.

## История
Предварительный проект FD был разработан в 1951 году Уусом Ван Ессеном (нидерл. Uus Van Essen) по заказу Конрада Гульчера (Conrad Gülcher) на основе швербота класса «Торнадо».
Название «Летучий голландец» было предложено президентом Международной парусной федерации Питером Скоттом.
После испытаний, в 1952 году класс был утверждён «только для континентальных озёр», в 1953 году это ограничение было снято.
Благодаря активности Конрада Гульчера и хорошо структурированной организации класс получил большую международную популярность.
В 1957 году FD был выбран для замены класса Шарпи на Олимпийских играх 1960 в Неаполе. С 1992 года FD исключён из программы Олимпийских игр (заменён классом «Лазер»).
После некоторого упадка популярности, сейчас появились признаки возрождения интереса к классу. В 2008 и 2012 годах класс входил в программу соревнований «Игр Заслуженных Олимпийских классов» (англ. Vintage Yachting Games).

## Значение класса
На базе FD в парусный спорт были внедрены многие важные инновации:
- Использована трапеция.
- Использован барабан для быстрой закрутки стакселя.
- Лоток для быстрой постановки и уборки спинакера.
- Использованы ускорители установки спинакер-гика.
- Применены композитные конструкции.

## Летучий голландец в СССР и России
В СССР освоение класса началось в 1958 году. Пионерами класса в СССР были Александр Шелковников, Р. Новодерёжкин, А. Коновалов и другие. В целях экономии средств для массовой подготовки яхтсменов был разработан класс ЛГ — нелицензионные копии FD. После исключения FD из программы Олимпиад оба класса стремительно потеряли популярность.
В 2000-е годы класс стал вновь развиваться в Москве и Железногорске (Красноярский край).

## Международные призёры класса
- Владимир Леонтьев и Валерий Зубанов - обладатели Кубка Мира класса Летучий голландец (1977), одиннадцатикратные Чемпионы СССР, участники трёх Олимпиад[1].
- Сергей Бородинов и Виктор Буданцев — серебряные призёры Чемпионата мира в Киле[англ.] (1987)
- Сергей Бородинов и Владислав Акименко — бронзовые призёры Чемпионата мира в Кальяри (1983)
- Георгий Шайдуко — Виктор Буданцев — Чемпионы Европы (1990)[2]

## Иллюстрации

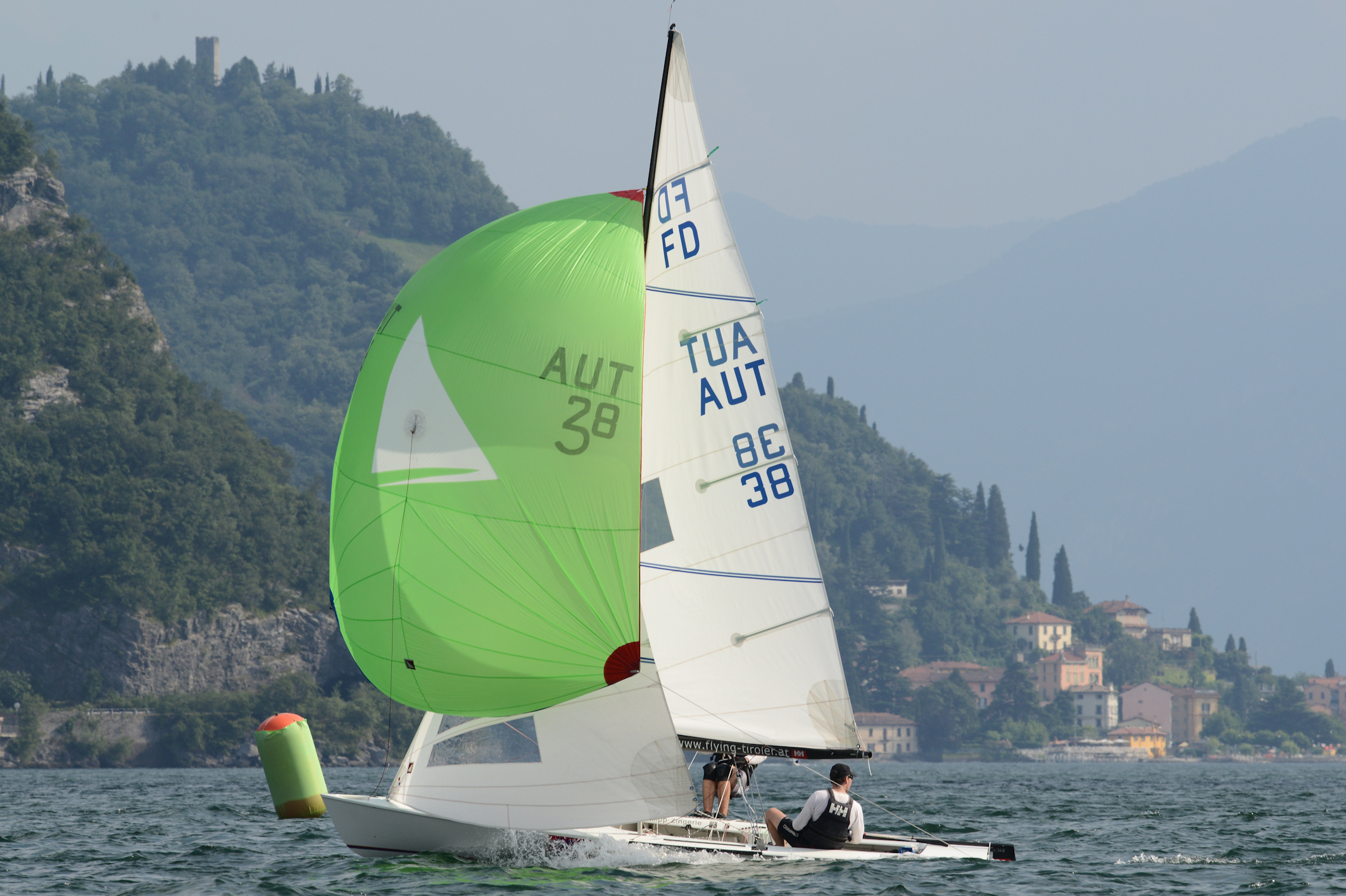
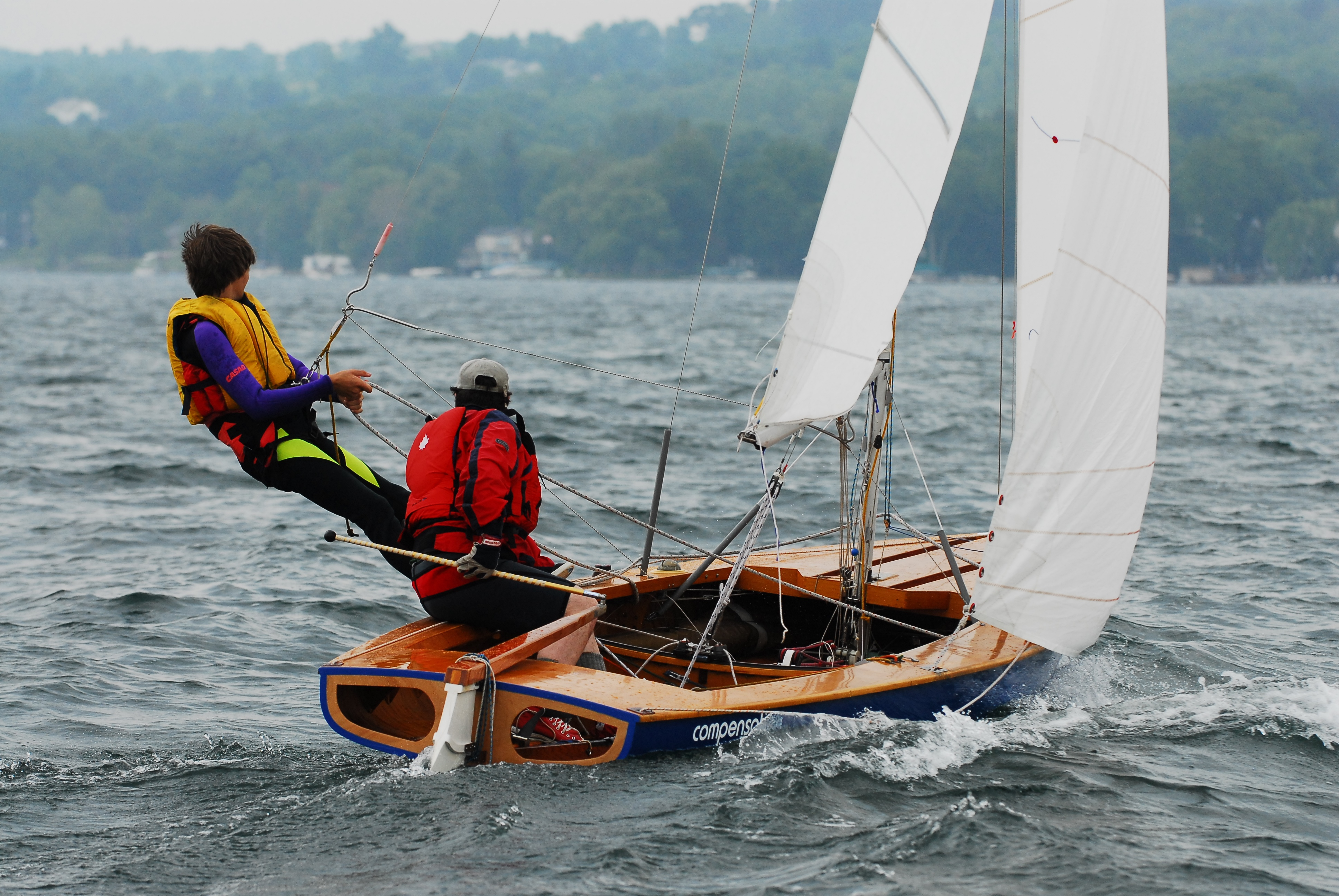
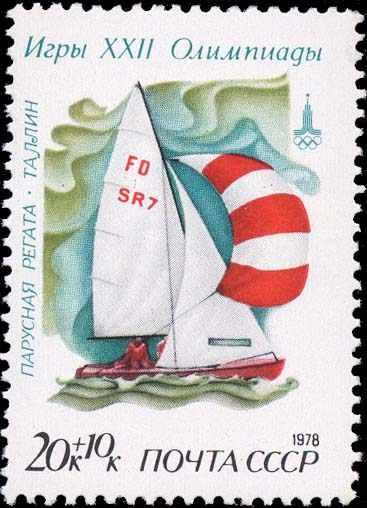